# Lista delle specie di bambù
Il bambù è un gruppo di erbe perenni legnose nella famiglia delle erbe Poaceae, che è una grande famiglia con oltre 10.000 specie. Nei Bambuseae anche conosciuti come bambù, ci sono 91 generi e oltre 1.000 specie . La dimensione del bambù varia da piccoli bambù annuali a bambù giganti. Il bambù si è evoluto da 30 a 40 milioni di anni fa, dopo la scomparsa dei dinosauri. Il bambù è la pianta legnosa a più rapida crescita nel mondo. Può crescere fino a 91-122 centimetri al giorno (3,8-5,0 centimetri all'ora).
Le specie di bambù possono venire divise in base al tipo di rizoma, che può essere Simpodiale o Monopodiale. I bambù Simpodiali hanno rizomi che crescono dal terreno in un ciuffo che si espande lentamente. I bambù monopodiali inviano rizomi sotterranei per produrre germogli a diversi metri dalla pianta madre.
Tutti i nomi cinesi per i bambù contengono il carattere " 竹 ". Questo simbolo significa semplicemente bambù, tuttavia viene utilizzata in centinaia di parole e frasi. "Ogni giorno la nostra lingua scritta ci ricorda l'antichità della collaborazione della Cina con il bambù." (Dr. WY Hsiung). Questo simbolo, pronunciato zhu, raffigura due rametti di bambù a foglie. Il radicale 竹 indica anche "senso".

## Specie
| Specie                                                                | Nome Italiano | Nome Cinese    | Simpodiale/ Monopodiale/ Estinto | Altezza Max.           | Diametro Max.            | Breve descrizione della specie |  |
| --------------------------------------------------------------------- | ------------- | -------------- | -------------------------------- | ---------------------- | ------------------------ | --- |  |
| Acidosasa                                                             |               | 酸竹属         |                                  |                        |                          | Cresce nelle zone costiere della Cina del sud e i suoi germogli sono aspri. |  |
| Acidosasa chienouensis                                                |               | 粉酸竹         | Monopodiale                      | 4,6 metri (15 ft)      | 19 millimetri (0,75 in)  | Guaina del culmo di colore verde, glabro. Internodi corti, setose che vanno dal marrone-giallo al marrone.                                                                                 |  |
| Acidosasa edulis                                                      |               | 黄甜竹         | Monopodiale                      | 12 metri (39 ft)       | 51 millimetri (2,0 in)   | Culmi glabri e verdi, la guaina da verde diventa marrone. Le radici vengono spesso mangiate e si dice che siano deliziose.                                                                 |  |
| Actinocladum verticillatum                                            |               |                |                                  | 4,6 metri (15 ft)      | 14 millimetri (0,55 in)  | Un genere unico diffuso nell'ovest del Sud America e in Brasile. |  |
| Alvimia                                                               |               |                |                                  |                        |                          | |  |
| Ampelocalamus                                                         |               | 悬竹属         |                                  |                        |                          | |  |
| Ampelocalamus scandens                                                |               | 爬竹           | Simpodiale                       | 9,1 metri (30 ft)      | 7,6 millimetri (0,30 in) | I nodi sono leggermente gonfi. Rami quasi uguali, i rami centrali di solito sono più piccoli dei culmi.                                                                                    |  |
| Apoclada simplex                                                      |               |                |                                  |                        |                          | Un genere unico trovato nelle foreste del Brasile Sud-Orientale. |  |
| Arthrostylidium                                                       |               |                |                                  |                        |                          | Bambù rampicanti diffusi nel nuovo mondo. |  |
| Arthrostylidium angustifolium                                         |               |                |                                  |                        |                          | |  |
| Arthrostylidium auriculatum                                           |               |                |                                  |                        |                          | |  |
| Arthrostylidium banaoense                                             |               |                |                                  |                        |                          | |  |
| Arthrostylidium canaliculatum                                         |               |                |                                  |                        |                          | |  |
| Arthrostylidium chiribiquetense                                       |               |                |                                  |                        |                          | |  |
| Arthrostylidium cubense                                               |               |                |                                  |                        |                          | |  |
| Arthrostylidium distichum                                             |               |                |                                  |                        |                          | |  |
| Arthrostylidium ecuadorense                                           |               |                |                                  |                        |                          | |  |
| Arthrostylidium ekmanii                                               |               |                |                                  |                        |                          | |  |
| Arthrostylidium excelsum                                              |               |                |                                  |                        |                          | |  |
| Arthrostylidium farctum                                               |               |                |                                  |                        |                          | |  |
| Arthrostylidium fimbriatum                                            |               |                |                                  |                        |                          | |  |
| Arthrostylidium fimbrinodum                                           |               |                |                                  |                        |                          | |  |
| Arthrostylidium grandifolium                                          |               |                |                                  |                        |                          | |  |
| Arthrostylidium haitiense                                             |               |                |                                  |                        |                          | |  |
| Arthrostylidium judziewiczii                                          |               |                |                                  |                        |                          | |  |
| Arthrostylidium longiflorum                                           |               |                |                                  |                        |                          | |  |
| Arthrostylidium merostachyoides                                       |               |                |                                  |                        |                          | |  |
| Arthrostylidium multispicatum                                         |               |                |                                  |                        |                          | |  |
| Arthrostylidium obtusatum                                             |               |                |                                  |                        |                          | |  |
| Arthrostylidium pubescens                                             |               |                |                                  |                        |                          | |  |
| Arthrostylidium punctulatum                                           |               |                |                                  |                        |                          | |  |
| Arthrostylidium reflexum                                              |               |                |                                  |                        |                          | |  |
| Arthrostylidium sarmentosum                                           |               |                |                                  |                        |                          | |  |
| Arthrostylidium scandens                                              |               |                |                                  |                        |                          | |  |
| Arthrostylidium schomburgkii                                          |               |                |                                  |                        |                          | |  |
| Arthrostylidium simpliciusculum                                       |               |                |                                  |                        |                          | |  |
| Arthrostylidium urbanii                                               |               |                |                                  |                        |                          | |  |
| Arthrostylidium venezuelae                                            |               |                |                                  |                        |                          | |  |
| Arthrostylidium virolinense                                           |               |                |                                  |                        |                          | |  |
| Arthrostylidium youngianum                                            |               |                |                                  |                        |                          | |  |
| Arundinaria                                                           |               | 青篱竹属       |                                  |                        |                          | I nuovi germogli crescono solo in primavera. |  |
| Arundinaria appalachiana                                              |               |                | Monopodiale                      | 1,5 metri (4 ft 11 in) | 5,1 millimetri (0,20 in) | I culmi hanno internodi che sono lisci e cilindrici e leggermente conici. La guaina è insolitamente piccola per un bambù.                                                                  |  |
| Arundinaria funghomii                                                 |               |                | Monopodiale                      | 9,1 metri (30 ft)      | 28 millimetri (1,1 in)   | I nuovi culmi sono ricoperti dei fiori grigi per la maggior parte dell'anno. |  |
| Arundinaria gigantea                                                  |               |                | Monopodiale                      | 6,1 metri (20 ft)      | 25 millimetri (0,98 in)  | Nativo degli Stati Uniti. Riesce a crescere fino a temperature di meno 23 °C |  |
| Arundinaria gigantea Macon                                            |               |                | Monopodiale                      | 6,1 metri (20 ft)      | 25 millimetri (0,98 in)  | Riesce a crescere con temperature molto basse. Può sopravvivere fino a -32 °C subendo pochissimi danni.                                                                                    |  |
| Arundinaria tecta                                                     |               |                | Monopodiale                      | 1,8 metri (5 ft 11 in) | 13 millimetri (0,51 in)  | Come la Arundinaria gigantea, ma la guaina del culmo non si stacca. Può crescere in terreni con molta acqua.                                                                               |  |
| Athroostachys capitata                                                |               |                |                                  |                        |                          | |  |
| Atractantha                                                           |               |                |                                  |                        |                          | |  |
| Aulonemia                                                             |               |                |                                  |                        |                          | |  |
| Aulonemia queko                                                       |               |                |                                  | 15 metri (49 ft)       | 30 millimetri (1,2 in)   | |  |
| Bambusa                                                               |               | 簕竹属         |                                  |                        |                          | Bambù diffusi principalmente in climi tropicali solitamente ha molti rami. I nuovi germogli crescono in tardo autunno.                                                                     |  |
| Bambusa arnhemica                                                     |               |                | Simpodiale                       | 7,6 metri (25 ft)      | 100 millimetri (3,9 in)  | Diffuso sulle coste Nord Australiane. Cresce in gruppi molto densi, larghi culmi, corti internodi e rami bassi.                                                                            |  |
| Bambusa balcooa                                                       |               |                | Simpodiale                       | 18 metri (59 ft)       | 150 millimetri (5,9 in)  | Originario dell'India. I gruppi sono ingarbugliati quindi è difficile la raccolta. Sono bambù resistenti e sono molto usati nelle costruzioni.                                             |  |
| Bambusa bambos                                                        |               |                | Simpodiale                       | 30 metri (98 ft)       | 180 millimetri (7,1 in)  | Cresce velocemente. I rami più bassi sono lunghi e coperti da spine. I germogli sono commestibili e sono usati in India per fare la carta.                                                 |  |
| Bambusa basihirsuta                                                   |               | 扁竹           | Simpodiale                       | 12 metri (39 ft)       | 76 millimetri (3,0 in)   | |  |
| Bambusa beecheyana                                                    |               | 吊丝球竹       | Simpodiale                       | 15 metri (49 ft)       | 130 millimetri (5,1 in)  | Culmi hanno gli internodi corti e ricoperti da una polvere bianca quando sono piccoli. Di solito si arcuano molto. I germogli vengono spesso mangiati.                                     |  |
| Bambusa beecheyana var. pubescens                                     |               | 大头典竹       | Simpodiale                       | 15 metri (49 ft)       | 130 millimetri (5,1 in)  | Uguale al Bambusa beecheyana, ma più eretto e con rami più bassi. |  |
| Bambusa blumeana                                                      |               | 簕竹           | Simpodiale                       | 18 metri (59 ft)       | 100 millimetri (3,9 in)  | Bambù alti e spinosi originari dell'India e dell'Indonesia.Vengono utilizzati come materiale da costruzione. I germogli vengono mangiati.                                                  |  |
| Bambusa boniopsis                                                     |               | 妈竹           | Simpodiale                       | 4,6 metri (15 ft)      | 2,5 centimetri (0,98 in) | Un bambù piccolo e verde con foglie strette. Originario dell'Hainan. |  |
| Bambusa burmanica                                                     |               | 缅甸竹         | Simpodiale                       | 4,6 metri (15 ft)      | 2,5 centimetri (0,98 in) | Culmi quasi solidi con foglie larghe che possono arrivare a un piede di lunghezza. I gruppi sono densi con rami bassi e appuntiti.                                                         |  |
| Bambusa chungii                                                       |               | 粉箪竹         | Simpodiale                       | 9,1 metri (30 ft)      | 51 millimetri (2,0 in)   | Le canne non sono molto spesse e sono coperte da una polvere bianca. |  |
| Bambusa chungii var. barbelatta                                       |               |                | Simpodiale                       | 6,7 metri (22 ft)      | 38 millimetri (1,5 in)   | Piccolo anello di 'peli' intorno ai nuovi nodi dei culmi. |  |
| Bambusa cornigera                                                     |               | 牛角竹         | Simpodiale                       | 11 metri (36 ft)       | 76 millimetri (3,0 in)   | I culmi sono a zigzag e gli internodi sono curvi. |  |
| Bambusa dissimulator                                                  |               | 坭簕竹         | Simpodiale                       | 15 metri (49 ft)       | 76 millimetri (3,0 in)   | Un bambù tropicale gigante con i culmi molto duri e lunghi rami. |  |
| Bambusa dissimulator Albinodia                                        |               |                | Simpodiale                       | 15 metri (49 ft)       | 76 millimetri (3,0 in)   | Un bambù tropicale gigante con i culmi molto duri e lunghi rami. Sono presenti degli anelli bianchi sopra e sotto i nodi.                                                                  |  |
| Bambusa distegia                                                      |               | 料慈竹         | Simpodiale                       | 9,1 metri (30 ft)      | 100 millimetri (3,9 in)  | Ha gli internodi verdi e si piega leggermente in cima. Cresce anche in climi freddi. |  |
| Bambusa dolichoclada                                                  |               | 长枝竹         | Simpodiale                       | 20 metri (66 ft)       | 10 centimetri (3,9 in)   | Ha gli internodi leggermente ricurvi. I nodi sono piatti, le canne sono spesse e ha un leggero strato di polvere bianca.                                                                   |  |
| Bambusa dolichoclada Stripe                                           |               | 条纹长枝竹     | Simpodiale                       | 21 metri (69 ft)       | 10 centimetri (3,9 in)   | Ha gli internodi leggermente ricurvi. I nodi sono piatti, le canne sono spesse,ha delle sottili strisce gialle e un leggero strato di polvere bianca.                                      |  |
| Bambusa dolichomerithalla                                             |               |                |                                  |                        |                          | Un altro nome utilizzato per il Bambusa multiplex. |  |
| Bambusa emeiensis Chrysotrichus                                       |               | 慈竹           | Simpodiale                       | 12 metri (39 ft)       | 5 centimetri (2,0 in)    | Inizialmente conosciuto come Neosinocalamus affinis.,il nome è stato successivamente cambiato in Bambusa emeinsis.                                                                         |  |
| Bambusa emeiensis Flavidovirens                                       |               | 慈竹           | Simpodiale                       | 12,5 metri (41 ft)     | 6,2 centimetri (2,4 in)  | Inizialmente conosciuto come Neosinocalamus affinis,,il nome è stato successivamente cambiato in Bambusa emeinsis. Il bambù è di colore giallo pallido e ha delle strisce verticali verdi. |  |
| Bambusa emeiensis Viridiflavus                                        |               | 慈竹           | Simpodiale                       | 12,5 metri (41 ft)     | 7 centimetri (2,8 in)    | Inizialmente conosciuto come Neosinocalamus affinis, il nome è stato successivamente cambiato in Bambusa emeinsis. Ha culmi dritti e strisce gialle.                                       |  |
| Bambusa eutuldoides                                                   |               | 大眼竹         | Simpodiale                       | 15 metri (49 ft)       | 50 millimetri (2,0 in)   | I culmi sono dritti e spessi e ha sottili strisce bianche. |  |
| Bambusa eutuldoides Viridivittata                                     |               | 青丝黄竹       | Simpodiale                       | 2,8 metri (9 ft 2 in)  | 2,5 centimetri (0,98 in) | Ha gli internodi gialli con delle strisce verdi. I germogli hanno un colore pesca. |  |
| Bambusa flexuosa                                                      |               | 小�デç°�ダ竹               | Simpodiale                       | 7,5 metri (25 ft)      | 6 centimetri (2,4 in)    | È presente un anello di 'peli' setosi marroni sotto ogni nodo. Ha pochi rami. |  |
| Bambusa fulda                                                         |               |                | Simpodiale                       | Sconosciuto            | Sconosciuto              | Sconosciuto. |  |
| Bambusa gibba                                                         |               | 坭竹           | Simpodiale                       | 7,5 metri (25 ft)      | 5 centimetri (2,0 in)    | I rami secondari hanno delle piccole spi e. Dai culmi può essere estratto un olio. |  |
| Bambusa glaucophylla                                                  |               |                | Simpodiale                       | 4,5 metri (15 ft)      | 2,5 centimetri (0,98 in) | Molto cespuglioso e facile da potare. Viene spesso utilizzato come siepe. |  |
| Bambusa intermedia                                                    |               | 绵竹           | Simpodiale                       | 7,5 metri (25 ft)      | 50 millimetri (2,0 in)   | Verde scuro con delle strisce viola. |  |
| Bambusa lako                                                          |               |                | Simpodiale                       | 17,5 metri (57 ft)     | 8,8 centimetri (3,5 in)  | I culmi sono viola scuro tendenti al nero con leggere strisce verdi. Ha i rami bassi e la guaina è verde. Imparentato con il Gigantochloa atroviolacea.                                    |  |
| Bambusa lapidea                                                       |               | 油�デç°�ダ竹               | Simpodiale                       | 10,5 metri (34 ft)     | 8,8 centimetri (3,5 in)  | Ha degli steli spessi quasi solidi alla base. |  |
| Bambusa longispiculata                                                |               | 花眉竹         | Simpodiale                       | 11,5 metri (38 ft)     | 10 centimetri (3,9 in)   | Culmi verdi con delle strisce leggermente verdi vicino ai nodi. |  |
| Bambusa luteostriata                                                  |               |                | Simpodiale                       | 30 piedi (9,1 m)       | 2 pollici (51 mm)        | Eretti con molte foglie in cima. Verde con strisce bianche. |  |
| Bambusa maculata                                                      |               |                | Simpodiale                       | Sconosciuto            | Sconosciuto              | Le canne sono macchiate quando sono adulte. |  |
| Bambusa malingensis                                                   |               | 马岭竹         | Simpodiale                       | 35 piedi (11 m)        | 2,5 pollici (64 mm)      | Resistente al vento. Di media misura, cresce meglio al'ombra. |  |
| Bambusa membranacea                                                   |               |                | Simpodiale                       | 70 piedi (21 m)        | 4 pollici (100 mm)       | Bambù molto forte con culmi dritti. |  |
| Bambusa multiplex                                                     |               | 孝顺竹         | Simpodiale                       | 25 piedi (7,6 m)       | 1,5 pollici (38 mm)      | Ogni nodo ha un elevato numero di rami. |  |
| Bambusa multiplex Alphonse Karr                                       |               |                | Simpodiale                       | 25 piedi (7,6 m)       | 1,5 pollici (38 mm)      | Ogni nodo ha un elevato numero di rami. Le foglie sono gialle con delle strisce verdi irregolari.                                                                                          |  |
| Bambusa multiplex Fernleaf                                            |               |                | Simpodiale                       | 20 piedi (6,1 m)       | 0,5 pollici (13 mm)      | Hanno circa 15 doppie file molto vicine di foglie. |  |
| Bambusa multiplex Fernleaf Stripestem                                 |               |                | Simpodiale                       | 12 piedi (3,7 m)       | 0,5 pollici (13 mm)      | Culmi gialli con una sfumatura di rosso e strisce verdi. |  |
| Bambusa multiplex Golden Goddess                                      |               |                | Simpodiale                       | 10 piedi (3,0 m)       | 0,5 pollici (13 mm)      | Una varietà nana di Bambusa multiplex fernleaf solo che ha foglie più grandi e culmi gialli.                                                                                               |  |
| Bambusa multiplex Goldstripe                                          |               |                | Simpodiale                       | 25 piedi (7,6 m)       | 1,5 pollici (38 mm)      | I culmi adulti hanno una striscia dorata con una sfumatura di verde. |  |
| Bambusa multiplex Midori Green                                        |               |                | Simpodiale                       | 15 piedi (4,6 m)       | 1,5 pollici (38 mm)      | I culmi e i rami sono verde chiaro con delle strisce verde scuro. |  |
| Bambusa multiplex Riviereorum                                         |               |                | Simpodiale                       | 6 piedi (1,8 m)        | 0,3 pollici (7,6 mm)     | Hai i culmi solidi e foglie piccole. |  |
| Bambusa multiplex Silverstripe                                        |               |                | Simpodiale                       | 25 piedi (7,6 m)       | 1,5 pollici (38 mm)      | Ha delle strisce bianche sulle foglie e molti hanno le foglie bianche. |  |
| Bambusa multiplex Tiny Fern                                           |               |                | Simpodiale                       | 3 piedi (0,91 m)       | 0,2 pollici (5,1 mm)     | Una pianta nana con foglie lunghe circa 25 mm. |  |
| Bambusa multiplex Tiny Fern Striped                                   |               |                | Simpodiale                       | 3 piedi (0,91 m)       | 0,2 pollici (5,1 mm)     | Una pianta nana con foglie lunghe circa 25 mm e con i culmi a strisce. |  |
| Bambusa multiplex Willowy                                             |               |                | Simpodiale                       | 10 piedi (3,0 m)       | 0,5 pollici (13 mm)      | I culmi sono molto arcuati con foglie strette. |  |
| Bambusa multiplex                                                     |               |                | Simpodiale                       | 45 piedi (14 m)        | 1,5 pollici (38 mm)      | |  |
| Bambusa multiplex                                                     |               |                | Simpodiale                       | 3 piedi (0,91 m)       | 0,10 pollici (2,5 mm)    | |  |
| Bambusa mutabilis                                                     |               |                | Simpodiale                       | 20 piedi (6,1 m)       | 2,0 pollici (51 mm)      | |  |
| Bambusa nutans                                                        |               |                | Simpodiale                       | 40 piedi (12 m)        | 3 pollici (76 mm)        | I culmi hanno un anello bianco sotto i nodi. |  |
| Bambusa odashimae                                                     |               | 乌脚绿竹       | Simpodiale                       | 65 piedi (20 m)        | 3 pollici (76 mm)        | Ha le foglie verde scuro e i germogli sono commestibili. |  |
| Bambusa odashime × B. tuldoides                                       |               |                | Simpodiale                       | Sconosciuto            | Sconosciuto              | Eretto con lunghi internodi. |  |
| Bambusa oldhamii                                                      |               | 绿竹           | Simpodiale                       | 55 piedi (17 m)        | 4 pollici (100 mm)       | Ha i culmi eretti, rami corti e foglie larghe. |  |
| Bambusa oliveriana                                                    |               |                | Simpodiale                       | 45 piedi (14 m)        | 2 pollici (51 mm)        | Gruppi densi con culmi verdi, spessi e lucenti. |  |
| Bambusa pachinensis                                                   |               | 米筛竹         | Simpodiale                       | 33 piedi (10 m)        | 2,4 pollici (61 mm)      | Di taglia media con culmi gialli. |  |
| Bambusa pallida                                                       |               |                |                                  |                        |                          | |  |
| Bambusa pervariabilis                                                 |               | 撑篙竹         | Simpodiale                       | 33 piedi (10 m)        | 2,4 pollici (61 mm)      | Eretto, le canne sono spesse, e i culmi più bassi hanno i rami con strisce gialle. |  |
| Bambusa pervariabilis Viridistriatus                                  |               | 花撑篙竹       | Simpodiale                       | 33 piedi (10 m)        | 2,4 pollici (61 mm)      | I nuovi germogli sono gialli con strisce verdi. Quando crescono si scuriscono. |  |
| Bambusa polymorpha                                                    |               |                | Simpodiale                       | 30 metri (98 ft)       |                          | I culmi sono verdi, coperti da dei peli marrone-bianco che diventano marrone-verde quando si seccano.                                                                                      |  |
| Bambusa rigida                                                        |               | 硬头黄竹       | Simpodiale                       | 40 piedi (12 m)        | 2,3 pollici (58 mm)      | Eretti con lunghi internodi. Ogni nodo ha molti rami. |  |
| Bambusa rutila                                                        |               | 木竹           | Simpodiale                       | 40 piedi (12 m)        | 2 pollici (51 mm)        | Canne spesse, culmi bassi a zigzag e i nodi sono rigonfi e hanno dei peli bianchi. |  |
| Bambusa sinospinosa                                                   |               | 车筒竹         | Simpodiale                       | 70 piedi (21 m)        | 5 pollici (130 mm)       | Ha molti rami appuntiti e foglie piccole. |  |
| Bambusa sinospinosa Hirose                                            |               |                | Simpodiale                       | 55 piedi (17 m)        | 5 pollici (130 mm)       | |  |
| Bambusa sinospinosa Clone X                                           |               |                | Simpodiale                       | 75 piedi (23 m)        | 2,8 pollici (71 mm)      | Un bambù vigoroso e molto spesso. Classificazione sconosciuta. |  |
| Bambusa sinospinosa Nana                                              |               |                | Simpodiale                       | Sconosciuto            | Sconosciuto              | Dritto, forte e con strisce gialle. |  |
| Bambusa sinospinosa Polymorpha                                        |               |                | Simpodiale                       | 65 piedi (20 m)        | 6 pollici (150 mm)       | I culmi sono verdi e coperti da peli setosi grigi e hanno rami bassi. Classificazione incerta.                                                                                             |  |
| Bambusa sinospinosa Richard Waldron                                   |               |                | Simpodiale                       | 10 piedi (3,0 m)       | 0,5 pollici (13 mm)      | Compatto ed eretto. Classificazione e origine incerta. |  |
| Bambusa stenostachya                                                  |               |                | Simpodiale                       | 70 piedi (21 m)        | 6 pollici (150 mm)       | Gli internodi sono quasi solidi. La guaina non si stacca mai. |  |
| Bambusa textilis                                                      |               | 青皮竹         | Simpodiale                       | 40 piedi (12 m)        | 2 pollici (51 mm)        | Culmi molto sottili. Si arcua molto graziosamente. |  |
| Bambusa textilis Dwarf                                                |               |                | Simpodiale                       | 18 piedi (5,5 m)       | 1,25 pollici (32 mm)     | I culmi sono molto sottili e cresce in gruppi densi. |  |
| Bambusa textilis Kanapaha                                             |               |                | Simpodiale                       | 50 piedi (15 m)        | 2,5 pollici (64 mm)      | La parte inferiore dei culmi è di colore blu e non ha rami. |  |
| Bambusa textilis Maculata                                             |               |                | Simpodiale                       | 25 piedi (7,6 m)       | 1 pollice (25 mm)        | I culmi hanno striature viola. |  |
| Bambusa textilis Mutabilis                                            |               |                | Simpodiale                       | 40 piedi (12 m)        | 2,3 pollici (58 mm)      | Lunghi internodi e fiori di colore azzurro. |  |
| Bambusa textilis Scranton                                             |               |                | Simpodiale                       | 30 piedi (9,1 m)       | 2 pollici (51 mm)        | Cresce in gruppi rarefatti. |  |
| Bambusa textilis var. albostriata                                     |               |                | Simpodiale                       | 40 piedi (12 m)        | 2 pollici (51 mm)        | Cresce in gruppi rarefatti e ha delle macchie bianche sui culmi. |  |
| Bambusa textilis var. glabra                                          |               | 光秆青皮竹     | Simpodiale                       | 30 piedi (9,1 m)       | 1 pollice (25 mm)        | Slanciato con culmi e guaine glabri. |  |
| Bambusa textilis var. gracilis                                        |               | 崖州竹         | Simpodiale                       | 30 piedi (9,1 m)       | 1,3 pollici (33 mm)      | Culmi slanciati con foglie graziose. |  |
| Bambusa tulda                                                         |               | 俯竹           | Simpodiale                       | 70 piedi (21 m)        | 4 pollici (100 mm)       | Solido vicino alla base, dritto e spesso. |  |
| Bambusa tulda Striata                                                 |               |                | Simpodiale                       | 70 piedi (21 m)        | 4 pollici (100 mm)       | Solido vicino alla base, dritto e spesso. A strisce vicino alla base. |  |
| Bambusa tuldoides                                                     |               | 青秆竹         | Simpodiale                       | 55 piedi (17 m)        | 2,3 pollici (58 mm)      | Forma gruppi di culmi molto densi. |  |
| Bambusa variostriata                                                  |               | 吊丝箪竹       | Simpodiale                       | 35 piedi (11 m)        | 3 pollici (76 mm)        | I nuovi germogli sono commestibili e ricoperti da strisce e fiori bianchi. |  |
| Bambusa ventricosa                                                    |               | 佛肚竹         | Simpodiale                       | 55 piedi (17 m)        | 2,3 pollici (58 mm)      | Ha i culmi e i rami a zigzag. Quando viene piantato in un vaso rimane piccolo e ha gli internodi rigonfi.                                                                                  |  |
| Bambusa ventricosa Golden Buddha                                      |               |                | Sconosciuto                      | Sconosciuto            | Sconosciuto              | Sconosciuto. |  |
| Bambusa ventricosa Kimmei                                             |               |                | Simpodiale                       | 55 piedi (17 m)        | 2,3 pollici (58 mm)      | Ha i culmi e i rami a zigzag. Quando viene piantato in un vaso rimane piccolo e ha gli internodi rigonfi. I culmi sono gialli con strisce verdi.                                           |  |
| Bambusa ventricosa                                                    |               |                | Simpodiale                       | 55 piedi (17 m)        | 2,25 pollici (57 mm)     | |  |
| Bambusa vulgaris                                                      |               | 龙头竹         | Simpodiale                       | 50 piedi (15 m)        | 4 pollici (100 mm)       | Cresce in gruppi rarefatti con i culmi a circa 30 cm di distanza l'uno dall'altro. I culmi fanno facilmente le radici.                                                                     |  |
| Bambusa vulgaris Vittata                                              |               | 黄金间碧竹     | Simpodiale                       | 50 piedi (15 m)        | 4 pollici (100 mm)       | I culmi sono giallo dorati con strisce verdi come se della vernice stesse colando dal culmo.                                                                                               |  |
| Bambusa vulgaris Wamin                                                |               | 大佛肚竹       | Simpodiale                       | 16 piedi (4,9 m)       | 3 pollici (76 mm)        | Gli internodi sono verdi, corti e rigonfi. |  |
| Bambusa vulgaris Wamin Striata                                        |               |                | Simpodiale                       | 16 piedi (4,9 m)       | 3 pollici (76 mm)        | Gli internodi sono verdi, corti e rigonfi e ha delle macchie verde scuro. |  |
| Bashania                                                              |               |                |                                  |                        |                          | Bambù che esistono in natura solo in Cina. |  |
| Bashania fargesii                                                     |               |                | Monopodiale                      | 20 piedi (6,1 m)       | 2 pollici (51 mm)        | Ha le foglie che possono arrivare a 30 cm di lunghezza. Conosciuto anche come Arundinaria fargesii                                                                                         |  |
| Bashania qingchengshanensis                                           |               |                | Monopodiale                      | 10 piedi (3,0 m)       | 0,9 pollici (23 mm)      | Si diffonde velocemente. |  |
| Bonia                                                                 |               |                |                                  |                        |                          | Alcuni esperti collocano questo bambù nei Bambusa. |  |
| Borinda                                                               |               |                |                                  |                        |                          | Bambù di montagna che cresce in Bhutan, Tibet, Yunnan e Sichuan. |  |
| Borinda albocerea                                                     |               |                | Simpodiale                       | 20 piedi (6,1 m)       | 1 pollice (25 mm)        | Cresce in regioni montagnose. |  |
| Borinda angustissima                                                  |               |                | Simpodiale                       | 18 piedi (5,5 m)       | 0,8 pollici (20 mm)      | Coperti da una polvere bianca, i culmi sono arcuati e la base è viola. |  |
| Borinda contracta                                                     |               |                | Simpodiale                       | 15 piedi (4,6 m)       | 0,8 pollici (20 mm)      | Folto e i gruppi hanno molti culmi. |  |
| Borinda frigidorum                                                    |               |                | Simpodiale                       | 12 piedi (3,7 m)       | 0,7 pollici (18 mm)      | La guaina diventa rossa e le foglie sono piccole. |  |
| Borinda fungosa                                                       |               |                | Simpodiale                       | 20 piedi (6,1 m)       | 1 pollice (25 mm)        | Cresce ad altitudini molto elevate. I culmi sono flessibili e i germogli sono dolci. I culmi diventato marrone lucido alla luce del sole.                                                  |  |
| Borinda fungosa White cloud                                           |               |                | Sconosciuto                      | Sconosciuto            | Sconosciuto              | Sconosciuto. |  |
| Borinda grossa                                                        |               |                | Simpodiale                       | 26 piedi (7,9 m)       | 1 pollice (25 mm)        | Sconosciuto. |  |
| Borinda KR 5288                                                       |               |                | Sconosciuto                      | Sconosciuto            | Sconosciuto              | Sconosciuto. |  |
| Borinda lushuiensis                                                   |               |                | Simpodiale                       | 25 piedi (7,6 m)       | 1,5 pollici (38 mm)      | Sconosciuto. |  |
| Borinda macclureana                                                   |               |                | Simpodiale                       | 15 piedi (4,6 m)       | 1 pollice (25 mm)        | Nella parte inferiore dei rami viola le foglie sono pubescenti. |  |
| Borinda nujiangensis                                                  |               |                | Simpodiale                       | 20 piedi (6,1 m)       | 1,5 pollici (38 mm)      | Le foglie sono piccole e giallo scuro. |  |
| Borinda papyrifera                                                    |               |                | Simpodiale                       | 25 piedi (7,6 m)       | 2 pollici (51 mm)        | I nuovi culmi sono azzurri e quando crescono diventano gialli con sottili striature. |  |
| Borinda perlonga                                                      |               |                | Simpodiale                       | 20 piedi (6,1 m)       | 1,5 pollici (38 mm)      | Le foglie sono dense e verde chiaro. I culmi sono blu e la guaina è molto lunga. |  |
| Borinda sinospinosa Muliensis (sinospinosa spesso abbreviato in: sp.) |               |                | Simpodiale                       | 6 piedi (1,8 m)        | 0,3 pollici (7,6 mm)     | Le foglie sono ampie e decidue. |  |
| Borinda yulongshanensis                                               |               |                | Simpodiale                       | Sconosciuto            | Sconosciuto              | Sconosciuto. |  |
| Brachystachyum                                                        |               |                |                                  |                        |                          | Un sinonimo di Semiarundinaria. |  |
| Cathariostachys                                                       |               |                |                                  |                        |                          | |  |
| Cathariostachys capitata                                              |               |                |                                  |                        |                          | |  |
| Cathariostachys madagascariensis                                      |               |                |                                  |                        |                          | |  |
| Cephalostachyum                                                       |               | 空竹属         |                                  |                        |                          | Un bambù alto e cespuglioso originario di India, Cina, Madagascar, Malaysia e Indonesia.                                                                                                   |  |
| Cephalostachyum pergracile                                            |               | 香糯竹         | Simpodiale                       | 30 piedi (9,1 m)       | 2 pollici (51 mm)        | Culmi eretti con peli bianchi. |  |
| Cephalostachyum viguieri                                              |               |                |                                  |                        |                          | |  |
| Cephalostachyum virgatum                                              |               | 金毛空竹       | Simpodiale                       | 50 piedi (15 m)        | 4 pollici (100 mm)       | Le canne sono sottili e ricurve. Viene spesso confuso con Bambusa multiplex. |  |
| Chimonobambusa                                                        |               | 方竹属         |                                  |                        |                          | I nuovi germogli crescono in autunno o in inverno. Può avere i nodi spinosi e i culmi quadrangolari.                                                                                       |  |
| Chimonobambusa macrophylla                                            |               | 大叶筇竹       | Monopodiale                      | 10 piedi (3,0 m)       | 0,5 pollici (13 mm)      | Gli internodi sono piatti sopra i rami. |  |
| Chimonobambusa macrophylla var. macrophylla                           |               | 大叶筇竹原变种 | Monopodiale                      | 10 piedi (3,0 m)       | 0,5 pollici (13 mm)      | Le foglie sono lunghe meno di 200 mme larghe 32 mm. |  |
| Chimonobambusa macrophylla var. leiboensis                            |               | 雷波大叶筇竹   | Monopodiale                      | 10 piedi (3,0 m)       | 0,5 pollici (13 mm)      | |  |
| Chimonobambusa marmorea                                               |               | 寒竹           | Monopodiale                      | 6 piedi (1,8 m)        | 0,5 pollici (13 mm)      | I nuovi germogli e le nuove foglie sono marmorizzate e sono viola scuro. |  |
| Chimonobambusa marmorea Variegata                                     |               |                | Monopodiale                      | 6 piedi (1,8 m)        | 0,5 pollici (13 mm)      | I nuovi germogli e le nuove foglie sono marmorizzate e sono viola scuro. Le foglie hanno strisce bianche.                                                                                  |  |
| Chimonobambusa marmorea                                               |               |                | Monopodiale                      | 8 piedi (2,4 m)        | 0,5 pollici (13 mm)      | |  |
| Chimonobambusa pachystachys                                           |               | 刺竹子         | Monopodiale                      | 20 piedi (6,1 m)       | 1 pollice (25 mm)        | I nodi hanno un anello di spine. |  |
| Chimonobambusa quadrangularis                                         |               | 方竹           | Monopodiale                      | 25 piedi (7,6 m)       | 1,5 pollici (38 mm)      | I culmi sono quadrati e con angoli rotondi. I nodi hanno un anello di spine. |  |
| Chimonobambusa quadrangularis Joseph de Jussieu                       |               |                | Monopodiale                      | 25 piedi (7,6 m)       | 1,5 pollici (38 mm)      | I culmi sono quadrati, gialli con qualche striscia verde e hanno gli angoli quadrati. I nodi hanno un anello di spine e le foglie hanno strisce bianche e i culmi hanno solchi verdi.      |  |
| Chimonobambusa quadrangularis Suow                                    |               |                | Monopodiale                      | 25 piedi (7,6 m)       | 0,5 pollici (13 mm)      | I culmi sono quadrati, gialli con qualche striscia verde e hanno gli angoli quadrati. I nodi hanno un anello di spine.                                                                     |  |
| Chimonobambusa quadrangularis Yellow Groove                           |               |                | Monopodiale                      | Sconosciuto            | Sconosciuto              | I culmi sono quadrati, gialli con qualche striscia verde e hanno gli angoli quadrati. I nodi hanno un anello di spine. I culmi hanno un solco giallo.                                      |  |
| Chimonobambusa quadrangularis                                         |               |                | Monopodiale                      | 25 piedi (7,6 m)       | 1,5 pollici (38 mm)      | |  |
| Chimonobambusa szechuanensis                                          |               | 八月竹         | Monopodiale                      | 19 piedi (5,8 m)       | 1 pollice (25 mm)        | La guaina è molto lunga e spessa. Tre rami per nodo hanno foglie decidue. |  |
| Chimonobambusa tumidissinoda                                          |               | 筇竹           | Monopodiale                      | 20 piedi (6,1 m)       | 1,3 pollici (33 mm)      | Un bambù raro con i nodi gonfi. |  |
| Chimonobambusa yunnanensis                                            |               |                | Monopodiale                      | 32 piedi (9,8 m)       | 1 pollice (25 mm)        | Un bambù nero con gli internodi quadrati. |  |
| Chimonocalamus                                                        |               |                |                                  |                        |                          | Era conosciuto come Sinarundinaria. |  |
| Chimonocalamus pallens                                                |               |                | Simpodiale                       | 26 piedi (7,9 m)       | 1,2 pollici (30 mm)      | |  |
| Chusquea                                                              |               |                |                                  |                        |                          | Un bambù dell'America del sud e dell'America centrale che ha solitamente un solo ramo principale e molti secondari per nodo. Ci sono circa 70 tipologie non classificate di Chusquea.      |  |
| Chusquea asymmetrica                                                  |               |                |                                  |                        |                          | È vicino a diventare a rischio di estinzione. |  |
| Chusquea andina                                                       |               |                | Simpodiale                       | 12 piedi (3,7 m)       | 1 pollice (25 mm)        | Cresce ad altitudini superiori rispetto a tutti gli altri Chusquea e ha delle piccole foglie blu appuntite.                                                                                |  |
| Chusquea andina Blue Andes                                            |               |                | Simpodiale                       | 12 piedi (3,7 m)       | 1 pollice (25 mm)        | Cresce ad altitudini molto elevate e ha delle piccole foglie blu appuntite. |  |
| Chusquea circinata                                                    |               |                | Simpodiale                       | 22 piedi (6,7 m)       | 1 pollice (25 mm)        | Scuro e arcuato e ha delle spirali di piccole foglie. Originario del Messico. |  |
| Chusquea circinata Chiapas                                            |               |                | Simpodiale                       | Sconosciuto            | Sconosciuto              | Scuro e arcuato, hai i germogli gialli. Originario del Messico. |  |
| Chusquea coronalis                                                    |               |                | Simpodiale                       | 23 piedi (7,0 m)       | 0,8 pollici (20 mm)      | Ha dei piccoli rami con piccole foglie che circondano completamente i nodi. Alcune persone pensano che questo sia il bambù più bello e viene spesso piantato nei giardini.                 |  |
| Chusquea culeou                                                       |               |                | Simpodiale                       | 15 piedi (4,6 m)       | 1 pollice (25 mm)        | Ha molti rami uguali su ogni nodo. Originario del Cile. |  |
| Chusquea culeou Argentina                                             |               |                | Simpodiale                       | 15 piedi (4,6 m)       | 1,25 pollici (32 mm)     | Ha molti rami uguali su ogni nodo. Originario dell'Argentina. |  |
| Chusquea culeou Caña Prieta                                           |               |                | Simpodiale                       | 15 piedi (4,6 m)       | 1 pollice (25 mm)        | I culmi diventano rosso scuro, marrone e a volte quasi neri. |  |
| Chusquea culeou Hillier's Form                                        |               |                | Simpodiale                       | 9 piedi (2,7 m)        | 0,8 pollici (20 mm)      | Una variante nana di Chusquea culeou. |  |
| Chusquea culeou                                                       |               |                | Simpodiale                       | 20 piedi (6,1 m)       | 1,25 pollici (32 mm)     | |  |
| Chusquea culeou                                                       |               |                | Simpodiale                       | 20 piedi (6,1 m)       | 1,25 pollici (32 mm)     | |  |
| Chusquea culeou                                                       |               |                | Simpodiale                       | 18 piedi (5,5 m)       | 1 pollice (25 mm)        | |  |
| Chusquea culeou                                                       |               |                | Simpodiale                       | 20 piedi (6,1 m)       | 1 pollice (25 mm)        | |  |
| Chusquea cumingii                                                     |               |                | Simpodiale                       | 10 piedi (3,0 m)       | 0,8 pollici (20 mm)      | Ha molte foglie appuntite. |  |
| Chusquea delicatula                                                   |               |                | Sconosciuto                      | 12 piedi (3,7 m)       | 0,5 pollici (13 mm)      | Le foglie sono molto piccole ed è originario del Peru. |  |
| Chusquea elata                                                        |               |                |                                  |                        |                          | |  |
| Chusquea elegans                                                      |               |                |                                  |                        |                          | |  |
| Chusquea falcata                                                      |               |                |                                  |                        |                          | |  |
| Chusquea foliosa                                                      |               |                | Simpodiale                       | 20 piedi (6,1 m)       | 1,5 pollici (38 mm)      | I culmi sono dorati con i nodi verdi e foglie sottili e cadenti. |  |
| Chusquea galeottiana                                                  |               |                | Simpodiale                       | 20 piedi (6,1 m)       | 0,8 pollici (20 mm)      | Arcuato e originario del Messico del Sud. |  |
| Chusquea gigantea                                                     |               |                | Simpodiale                       | 25 piedi (7,6 m)       | 1,5 pollici (38 mm)      | Ha i germogli rossi, i culmi verdi, ha molti rami per nodo. |  |
| Chusquea glomerata                                                    |               |                |                                  |                        |                          | Un sinonimo per Athroostachys capitata. |  |
| Chusquea glauca                                                       |               |                | Simpodiale                       | 10 piedi (3,0 m)       | 0,5 pollici (13 mm)      | Ha le foglie molto larghe. |  |
| Chusquea liebmannii                                                   |               |                | Simpodiale                       | 33 piedi (10 m)        | 1 pollice (25 mm)        | I culmi si arcuano molto. I nodi hanno radici che sembrano spine. |  |
| Chusquea leonardiorum                                                 |               |                |                                  |                        |                          | |  |
| Chusquea loxensis                                                     |               |                |                                  |                        |                          | |  |
| Chusquea maclurei                                                     |               |                |                                  |                        |                          | |  |
| Chusquea macrostachya                                                 |               |                | Simpodiale                       | 15 piedi (4,6 m)       | 0,5 pollici (13 mm)      | Cresce in Cile a più di 900 metri di altitudine. |  |
| Chusquea mimosa subsp. australis                                      |               |                | Simpodiale                       | 15 piedi (4,6 m)       | 1 pollice (25 mm)        | Culmi rossi e rigidi con foglie piccole. Nativo del Brasile. |  |
| Chusquea montana                                                      |               |                | Simpodiale                       | 6 piedi (1,8 m)        | 0,3 pollici (7,6 mm)     | Ha i nodi gonfi. |  |
| Chusquea muelleri                                                     |               |                | Simpodiale                       | 6 piedi (1,8 m)        | 0,2 pollici (5,1 mm)     | I culmi sono delicati e ha 2-3 rami per nodo. |  |
| Chusquea nana                                                         |               |                |                                  |                        |                          | |  |
| Chusquea pittieri                                                     |               |                | Simpodiale                       | 25 piedi (7,6 m)       | 2 pollici (51 mm)        | Ha i culmi arcuati e i nodi appuntiti. |  |
| Chusquea simpliciflora                                                |               |                | Simpodiale                       | 50 piedi (15 m)        | 0,4 pollici (10 mm)      | Cresce sopra altre piante e cresce come le viti. |  |
| Chusquea simpliciflora Chiconquiaco                                   |               |                | Simpodiale                       | 10 piedi (3,0 m)       | 0,5 pollici (13 mm)      | Ha foglie piccole e cresce come le viti. |  |
| Chusquea simpliciflora Las Vigas                                      |               |                | Simpodiale                       | 8 piedi (2,4 m)        | 0,5 pollici (13 mm)      | Ha foglie grandi, germogli rossi e cresce come le viti. |  |
| Chusquea subtilis                                                     |               |                | Simpodiale                       | 20 piedi (6,1 m)       | 1 pollice (25 mm)        | Ha foglie molto belle e cresce ad altitudini elevate in Costa Rica. |  |
| Chusquea sulcata                                                      |               |                | Simpodiale                       | 15 piedi (4,6 m)       | 0,8 pollici (20 mm)      | Hai culmi eretti e dorati, con foglie molto belle e molti rami. |  |
| Chusquea tomentosa                                                    |               |                | Simpodiale                       | 25 piedi (7,6 m)       | 1 pollice (25 mm)        | Ha foglie lunghe e verde scuro. |  |
| Chusquea uliginosa                                                    |               |                | Simpodiale                       | 15 piedi (4,6 m)       | 0,5 pollici (13 mm)      | Cresce al limitare delle zone umide in Cile. |  |
| Chusquea valdiviensis                                                 |               |                | Simpodiale                       | 25 piedi (7,6 m)       | 1 pollice (25 mm)        | I culmi possono arrampicarsi fino a 12 metri con aiut. |  |
| Chusquea virgata                                                      |               |                | Simpodiale                       | 25 piedi (7,6 m)       | 0,8 pollici (20 mm)      | Ha i nodi gonfi. I culmi sono punteggiati di viola. |  |
| Chusquea sp.                                                          |               |                | Simpodiale                       | 10 piedi (3,0 m)       | 0,4 pollici (10 mm)      | |  |
| Colanthelia                                                           |               |                |                                  |                        |                          | |  |
| Davidsea attenuata                                                    |               |                |                                  |                        |                          | |  |
| Decaryochloa diadelpha                                                |               |                |                                  |                        |                          | |  |
| Dendrocalamus                                                         |               | 牡竹属         |                                  |                        |                          | Bambù gigante tropicale. |  |
| Dendrocalamus asper                                                   |               | 马来甜龙竹     | Simpodiale                       | 100 piedi (30 m)       | 8 pollici (200 mm)       | I germogli sono larghi e spesso vengono mangiati. |  |
| Dendrocalamus asper Betung Hitam                                      |               |                | Simpodiale                       | 100 piedi (30 m)       | 8 pollici (200 mm)       | I culmi sono neri ed è raro. |  |
| Dendrocalamus brandisii                                               |               | 勃氏甜龙竹     | Simpodiale                       | 100 piedi (30 m)       | 8 pollici (200 mm)       | Culmi spessi e i germogli sono commestibili anche crudi. |  |
| Dendrocalamus brandisii Black                                         |               |                | Simpodiale                       | 40 piedi (12 m)        | 8 pollici (200 mm)       | Un bambù dal culmo nero che cresce molto velocemente. |  |
| Dendrocalamus brandisii variegated                                    |               |                | Simpodiale                       | 100 piedi (30 m)       | 12 pollici (300 mm)      | Simile al Dendrocalamus brandisii ma con foglie variegate e culmi più larghi. |  |
| Dendrocalamus calostachyus                                            |               | 美穗龙竹       | Simpodiale                       | 70 piedi (21 m)        | 5 pollici (130 mm)       | Robusto e utilizzato spesso nelle costruzioni. |  |
| Dendrocalamus giganteus                                               |               | 龙竹           | Simpodiale                       | 100 piedi (30 m)       | 12 pollici (300 mm)      | Le foglie possono essere larghe fino a 510 mm, e 100 mm di larghezza. |  |
| Dendrocalamus giganteus Quail Clone                                   |               |                | Simpodiale                       | 100 piedi (30 m)       | 12 pollici (300 mm)      | Una varietà di Dendrocalamus giganteus fatta dall'uomol al Quail Botanical Gardens in California.                                                                                          |  |
| Dendrocalamus giganteus variegated                                    |               |                | Simpodiale                       | Sconosciuto            | Sconosciuto              | Le foglie possono essere larghe fino a 510 mm, e 100 mm di larghezza e sono variegate. Non ha ancora un vero nome scientifico.                                                             |  |
| Dendrocalamus hamiltonii                                              |               | 版纳甜龙竹     | Simpodiale                       | 80 piedi (24 m)        | 7 pollici (180 mm)       | Le foglie possono essere larghe fino a 380 mm, cresce nelle Himalaya. |  |
| Dendrocalamus jianshuiensis                                           |               | 建水龙竹       | Simpodiale                       | 55 piedi (17 m)        | 5 pollici (130 mm)       | |  |
| Dendrocalamus jianshuiensis variegated                                |               |                | Simpodiale                       | 55 piedi (17 m)        | 5 pollici (130 mm)       | Come il Dendrocalamus jianshuiensis ma con foglie variegate . Al momento non ha un nome scientifico.                                                                                       |  |
| Dendrocalamus latiflorus                                              |               | 麻竹           | Simpodiale                       | 65 piedi (20 m)        | 8 pollici (200 mm)       | Originario della Cina del Sud, ha foglie larghe e verde scuro lunghe 250–410 mm e larghe 76–102 mm.                                                                                        |  |
| Dendrocalamus latiflorus Mei-nung                                     |               | 美浓麻竹       | Simpodiale                       | 65 piedi (20 m)        | 8 pollici (200 mm)       | Come il Dendrocalamus latiflorus ma con culmi verde chiaro e delle strisce verde scuro. |  |
| Dendrocalamus latiflorus Subconvex                                    |               | 葫芦麻竹       | Simpodiale                       | 33 piedi (10 m)        | 4,7 pollici (120 mm)     | Ha i culmi a forma di pera ed è una specie molto piccola. |  |
| Dendrocalamus longispathus                                            |               |                |                                  |                        | 10 centimetri (3,9 in)   | |  |
| Dendrocalamus maroochy                                                |               |                | Simpodiale                       | 33 piedi (10 m)        | 8 pollici (200 mm)       | Bambù arcuato con culmi gialli. Aggiunto di recente alla lista dei bambù. |  |
| Dendrocalamus minor                                                   |               | 吊丝竹         | Simpodiale                       | 25 piedi (7,6 m)       | 2 pollici (51 mm)        | Culmi arcuati. |  |
| Dendrocalamus minor var. amoenus                                      |               | 花吊丝竹       | Simpodiale                       | 25 piedi (7,6 m)       | 2 pollici (51 mm)        | Ha culmi giallo pallido con strisce verdi. |  |
| Dendrocalamus minor var. minor                                        |               | 吊丝竹原变种   | Simpodiale                       | 39 piedi (12 m)        | 3 pollici (76 mm)        | Ha internodi verdi. |  |
| Dendrocalamus sikkimensis                                             |               | 锡金龙竹       | Simpodiale                       | 65 piedi (20 m)        | 8 pollici (200 mm)       | I culmi sono rossi-marroni. |  |
| Dendrocalamus sinicus                                                 |               | 歪脚龙竹       | Simpodiale                       | 120 piedi (37 m)       | 12 pollici (300 mm)      | Gli internodi vicino alla base sono più corti e tutti gli internodi hanno dei peli gialli corti.                                                                                           |  |
| Dendrocalamus sp. Parker's Giant                                      |               |                | Simpodiale                       | 80 piedi (24 m)        | 12 pollici (300 mm)      | Un bambù gigante non identificato scoperto da Jim Parker alle Hawaii, U.S.A. |  |
| Dendrocalamus strictus                                                |               | 牡竹           | Simpodiale                       | 60 piedi (18 m)        | 5 pollici (130 mm)       | Bambù più comune in India. I culmi sono a volte solidi. Al contrario della maggior parte dei bambù, fiorisce spesso. Usato spesso come canna da pesca.                                     |  |
| Dendrocalamus validus                                                 |               |                | Simpodiale                       | 45 piedi (14 m)        | 4 pollici (100 mm)       | Culmi eretti con internodi convessi. |  |
| Dendrocalamus xishuangbannaensis                                      |               |                | Simpodiale                       | 150 piedi (46 m)       | 14 pollici (360 mm)      | Si trova ne sud del Yunnan, China. |  |
| Dendrocalamus yunnanicus                                              |               | 云南龙竹       | Simpodiale                       | 80 piedi (24 m)        | 7 pollici (180 mm)       | Verde pallido. Cresce nello Yunnan e in Vietnam. |  |
| Dinochloa                                                             |               |                |                                  |                        |                          | Bambù nativo dellaBirmania e delle Filippine. Hanno frutti polposi della grandezza di una palla da golf.                                                                                   |  |
| Dinochloa malayana                                                    |               |                | Simpodiale                       | 30 piedi (9,1 m)       | 0,5 pollici (13 mm)      | Ha foglie larghe e lucide, culmi ruvidi e guaine con molti peli. |  |
| Dinochloa scandens                                                    |               |                | Simpodiale                       | 30 piedi (9,1 m)       | 0,5 pollici (13 mm)      | Ha culmi neri e foglie ovali. |  |
| Drepanostachyum                                                       |               | 镰序竹属       |                                  |                        |                          | Bambù di montagna che ha i rami di lunghezza uguale. |  |
| Drepanostachyum falcatum                                              |               |                | Simpodiale                       | 30 piedi (9,1 m)       | 1,1 pollici (28 mm)      | Sconosciuto. |  |
| Drepanostachyum falcatum var. sengteeanum                             |               |                | Simpodiale                       | 30 piedi (9,1 m)       | 1,1 pollici (28 mm)      | Ha culmi verde chiaro e foglie sottili. |  |
| Drepanostachyum khasianum                                             |               |                | Simpodiale                       | 12 piedi (3,7 m)       | 0,5 pollici (13 mm)      | I culmi sono verde scuro. I nuovi culmi hanno una polvere bianca che li fa sembrare blu.                                                                                                   |  |
| Drepanostachyum microphyllum                                          |               |                | Simpodiale                       | Sconosciuto            | Sconosciuto              | Ha foglie verde chiaro. Può avere fino a 70 rami per nodo. |  |
| Drepanostachyum sengteeanum                                           |               |                | Simpodiale                       | 15 piedi (4,6 m)       | 0,75 pollici (19 mm)     | |  |
| Elytrostachys                                                         |               |                |                                  |                        |                          | |  |
| Eremitis                                                              |               |                |                                  |                        |                          | |  |
| Eremitis monothalamia                                                 |               |                | Sconosciuto                      | Sconosciuto            | Sconosciuto              | Un sinonimo di Eremitis parviflora |  |
| Eremitis parviflora                                                   |               |                | Sconosciuto                      | Sconosciuto            | Sconosciuto              | Nativo del Brasile dell'Est. |  |
| Eremocaulon                                                           |               |                |                                  |                        |                          | |  |
| Fargesia                                                              |               | 箭竹属         |                                  |                        |                          | Bambù della Cina Sudorientale. Di dimensione medio-piccola. Tollera bene il freddo ma non il caldo. I fiori hanno la forma dei spazzolini da denti.                                        |  |
| Fargesia adpressa                                                     |               | 贴毛箭竹       | Simpodiale                       | 18 piedi (5,5 m)       | 1,3 pollici (33 mm)      | Ha culmi verde-viola e cresce in gruppi aperti. |  |
| Fargesia apircirubens                                                 |               |                | Simpodiale                       | 16 piedi (4,9 m)       | 0,8 pollici (20 mm)      | Cresce a più di 1800 metri sul livello del mare. |  |
| Fargesia apircirubens White Dragon                                    |               |                | Simpodiale                       | 8 piedi (2,4 m)        | 0,5 pollici (13 mm)      | Uguale a sopra ma con foglie bianche variegate che passata la primavera diventano verdi.                                                                                                   |  |
| Fargesia communis                                                     |               | 马亨箭竹       | Simpodiale                       | 24 piedi (7,3 m)       | 1 pollice (25 mm)        | |  |
| Fargesia denudata                                                     |               | 缺苞箭竹       | Simpodiale                       | 16 piedi (4,9 m)       | 0,5 pollici (13 mm)      | Ha foglie piccole e delicate. I rami crescono dopo il primo inverno. |  |
| Fargesia denudata Xian 1                                              |               |                | Simpodiale                       | 11 piedi (3,4 m)       | 0,5 pollici (13 mm)      | Ha culmi gialli e arcuati e foglie piccole. |  |
| Fargesia dracocephala                                                 |               | 龙头箭竹       | Simpodiale                       | 9,8 piedi (3,0 m)      | 0,5 pollici (13 mm)      | Una delle tipologie preferite dai panda giganti. |  |
| Fargesia dracocephala                                                 |               |                | Simpodiale                       | 12 piedi (3,7 m)       | 0,5 pollici (13 mm)      | |  |
| Fargesia dracocephala                                                 |               |                | Simpodiale                       | 15 piedi (4,6 m)       | 0,5 pollici (13 mm)      | A volte viene confuso con il Fargesia rufa, che è una tipologia diversa. |  |
| Fargesia murielae                                                     |               | 神农箭竹       | Simpodiale                       | 16,5 piedi (5,0 m)     | 0,5 pollici (13 mm)      | I nuovi germogli crescono a inizio Maggio. |  |
| Fargesia murielae Bimbo                                               |               |                | Simpodiale                       | 5 pollici (130 mm)     | Sconosciuto              | Stranamente basso. |  |
| Fargesia murieliae Harewood                                           |               |                | Simpodiale                       | 10 piedi (3,0 m)       | Sconosciuto              | Foglie verde scuro. |  |
| Fargesia murieliae Jonny's Giant                                      |               |                | Simpodiale                       | 13 piedi (4,0 m)       | Sconosciuto              | Sconosciuto. |  |
| Fargesia murieliae Jumbo Jet                                          |               |                | Simpodiale                       | 10 piedi (3,0 m)       | Sconosciuto              | I culmi sono arcuati e di colore verde-oro. |  |
| Fargesia murieliae Simba                                              |               |                | Simpodiale                       | 6,5 piedi (2,0 m)      | 0,4 pollici (10 mm)      | I culmi sono di color pisello. |  |
| Fargesia murieliae SABE 939                                           |               |                | Simpodiale                       | 15 piedi (4,6 m)       | 0,5 pollici (13 mm)      | Sconosciuto. |  |
| Fargesia murieliae Vampire                                            |               |                | Simpodiale                       | 12 piedi (3,7 m)       | 0,5 pollici (13 mm)      | Verticale con culmi rossi e foglie verde scuro. |  |
| Fargesia murieliae                                                    |               |                | Simpodiale/ Estinto              | 15 piedi (4,6 m)       | 0,5 pollici (13 mm)      | Una tipologia creata dall'uomo nel 1907 e che è durata fino agli anni '80. |  |
| Fargesia murieliae                                                    |               |                | Simpodiale                       | 15 piedi (4,6 m)       | 0,5 pollici (13 mm)      | |  |
| Fargesia nitida                                                       |               | 华西箭竹       | Simpodiale                       | 12 piedi (3,7 m)       | 0,5 pollici (13 mm)      | Culmi grigio scuro e a volte neri. |  |
| Fargesia nitida                                                       |               |                | Simpodiale                       | 12 piedi (3,7 m)       | 0,5 pollici (13 mm)      | |  |
| Fargesia robusta                                                      |               |                | Simpodiale                       | 15 piedi (4,6 m)       | 0,8 pollici (20 mm)      | |  |
| Fargesia rufa                                                         |               | 青川箭         | Simpodiale                       |                        |                          | |  |
| Ferrocalamus strictus                                                 |               |                |                                  |                        |                          | Una tipologia endemica dello Yunnan, nella Cina del Sud. |  |
| Filgueirasia                                                          |               |                |                                  |                        |                          | |  |
| Filgueirasia arenicola                                                |               |                |                                  |                        |                          | |  |
| Filgueirasia cannavieira                                              |               |                |                                  |                        |                          | |  |
| Gaoligongshania megalothyrsa                                          |               |                | Simpodiale                       | 6 piedi (1,8 m)        | 0,4 pollici (10 mm)      | |  |
| Gelidocalamus fangianus                                               |               |                | Monopodiale                      | 10 piedi (3,0 m)       | 0,5 pollici (13 mm)      | |  |
| Gigantochloa                                                          |               |                |                                  |                        |                          | |  |
| Gigantochloa achmadii                                                 |               |                |                                  |                        |                          | |  |
| Gigantochloa albociliata                                              |               |                | Simpodiale                       | 30 piedi (9,1 m)       | 2 pollici (51 mm)        | |  |
| Gigantochloa albopilosa                                               |               |                |                                  |                        |                          | |  |
| Gigantochloa albovestita                                              |               |                |                                  |                        |                          | |  |
| Gigantochloa andamanica                                               |               |                |                                  |                        |                          | |  |
| Gigantochloa apus                                                     |               |                | Simpodiale                       | 65 piedi (20 m)        | 4 pollici (100 mm)       | |  |
| Gigantochloa aspera                                                   |               |                |                                  |                        |                          | |  |
| Gigantochloa atter                                                    |               |                |                                  |                        |                          | |  |
| Gigantochloa atroviolacea                                             |               |                | Simpodiale                       | 50 piedi (15 m)        | 3,5 pollici (89 mm)      | I culmi sono viola scuro o quasi neri, con lievi strisce verdi. I rami sono bassi. Imparentato lontanamente con il Bambusa lako.                                                           |  |
| Gigantochloa auriculata                                               |               |                |                                  |                        |                          | |  |
| Gigantochloa aya                                                      |               |                |                                  |                        |                          | |  |
| Gigantochloa baliana                                                  |               |                |                                  |                        |                          | |  |
| Gigantochloa balui                                                    |               |                |                                  |                        |                          | |  |
| Gigantochloa calcicola                                                |               |                |                                  |                        |                          | |  |
| Gigantochloa cochinchinensis                                          |               |                |                                  |                        |                          | |  |
| Gigantochloa compressa                                                |               |                |                                  |                        |                          | |  |
| Gigantochloa densa                                                    |               |                |                                  |                        |                          | |  |
| Gigantochloa dinhensis                                                |               |                |                                  |                        |                          | |  |
| Gigantochloa felix                                                    |               |                |                                  |                        |                          | |  |
| Gigantochloa hasskarliana                                             |               |                |                                  |                        |                          | |  |
| Gigantochloa hayatae                                                  |               |                |                                  |                        |                          | |  |
| Gigantochloa heteroclada                                              |               |                |                                  |                        |                          | |  |
| Gigantochloa heterostachya                                            |               |                |                                  |                        |                          | |  |
| Gigantochloa hirtinoda                                                |               |                |                                  |                        |                          | |  |
| Gigantochloa holttumiana                                              |               |                |                                  |                        |                          | |  |
| Gigantochloa hosseusii                                                |               |                |                                  |                        |                          | |  |
| Gigantochloa kachinensis                                              |               |                |                                  |                        |                          | |  |
| Gigantochloa kathaensis                                               |               |                |                                  |                        |                          | |  |
| Gigantochloa kuring                                                   |               |                |                                  |                        |                          | |  |
| Gigantochloa kurzii                                                   |               |                |                                  |                        |                          | |  |
| Gigantochloa latifolia                                                |               |                |                                  |                        |                          | |  |
| Gigantochloa latispiculata                                            |               |                |                                  |                        |                          | |  |
| Gigantochloa levis                                                    |               |                |                                  |                        |                          | |  |
| Gigantochloa ligulata                                                 |               |                |                                  |                        |                          | |  |
| Gigantochloa longiprophylla                                           |               |                |                                  |                        |                          | |  |
| Gigantochloa luteostriata                                             |               |                |                                  |                        |                          | |  |
| Gigantochloa macrostachya                                             |               |                |                                  |                        |                          | |  |
| Gigantochloa magentea                                                 |               |                |                                  |                        |                          | |  |
| Gigantochloa maxima                                                   |               |                |                                  |                        |                          | |  |
| Gigantochloa membranoidea                                             |               |                |                                  |                        |                          | |  |
| Gigantochloa merrilliana                                              |               |                |                                  |                        |                          | |  |
| Gigantochloa mogaungensis                                             |               |                |                                  |                        |                          | |  |
| Gigantochloa multiculmis                                              |               |                |                                  |                        |                          | |  |
| Gigantochloa nigrociliata                                             |               |                |                                  |                        |                          | |  |
| Gigantochloa novoguineensis                                           |               |                |                                  |                        |                          | |  |
| Gigantochloa papyracea                                                |               |                |                                  |                        |                          | |  |
| Gigantochloa parviflora                                               |               |                |                                  |                        |                          | |  |
| Gigantochloa parvifolia                                               |               |                |                                  |                        |                          | |  |
| Gigantochloa poilanei                                                 |               |                |                                  |                        |                          | |  |
| Gigantochloa pruriens                                                 |               |                |                                  |                        |                          | |  |
| Gigantochloa pseudoarundinacea                                        |               |                |                                  |                        |                          | |  |
| Gigantochloa pubinervis                                               |               |                |                                  |                        |                          | |  |
| Gigantochloa pubipetiolata                                            |               |                |                                  |                        |                          | |  |
| Gigantochloa ridleyi                                                  |               |                |                                  |                        |                          | |  |
| Gigantochloa robusta                                                  |               |                |                                  |                        |                          | |  |
| Gigantochloa rostrata                                                 |               |                |                                  |                        |                          | |  |
| Gigantochloa scortechinii                                             |               |                |                                  |                        |                          | |  |
| Gigantochloa scribneriana                                             |               |                |                                  |                        |                          | |  |
| Gigantochloa serik                                                    |               |                |                                  |                        |                          | |  |
| Gigantochloa sinuata                                                  |               |                |                                  |                        |                          | |  |
| Gigantochloa stocksii                                                 |               |                |                                  |                        |                          | |  |
| Gigantochloa tekserah                                                 |               |                |                                  |                        |                          | |  |
| Gigantochloa tenuispiculata                                           |               |                |                                  |                        |                          | |  |
| Gigantochloa thoi                                                     |               |                |                                  |                        |                          | |  |
| Gigantochloa tomentosa                                                |               |                |                                  |                        |                          | |  |
| Gigantochloa toungooensis                                             |               |                |                                  |                        |                          | |  |
| Gigantochloa velutina                                                 |               |                |                                  |                        |                          | |  |
| Gigantochloa verticillata                                             |               |                |                                  |                        |                          | |  |
| Gigantochloa vietnamica                                               |               |                |                                  |                        |                          | |  |
| Gigantochloa vinhphuica                                               |               |                |                                  |                        |                          | |  |
| Gigantochloa wallichiana                                              |               |                |                                  |                        |                          | |  |
| Gigantochloa wanet                                                    |               |                |                                  |                        |                          | |  |
| Gigantochloa wrayi                                                    |               |                |                                  |                        |                          | |  |
| Gigantochloa wunthoensis                                              |               |                |                                  |                        |                          | |  |
| Gigantochloa yunzalinensis                                            |               |                |                                  |                        |                          | |  |
| Glaziophyton mirabile                                                 |               |                |                                  |                        |                          | |  |
| Greslania                                                             |               |                |                                  |                        |                          | |  |
| Guadua                                                                |               |                |                                  |                        |                          | |  |
| Guadua paniculata                                                     |               |                |                                  | 10 metri (33 ft)       | 70 millimetri (2,8 in)   | |  |
| Guaduella                                                             |               |                |                                  |                        |                          | |  |
| Hickelia madagascariensis                                             |               |                |                                  |                        |                          | |  |
| Himalayacalamus                                                       |               |                |                                  |                        |                          | Spesso confuso con il Drepanostachyum. I bambù Himalayacalamus hanno un ramo dominante; Drepanostachyum hanno molti rami uguali.                                                           |  |
| Himalayacalamus asper                                                 |               |                | Simpodiale                       | 20 piedi (6,1 m)       | 1,5 pollici (38 mm)      | |  |
| Himalayacalamus cupreus                                               |               |                | Simpodiale                       | 20 piedi (6,1 m)       | 1,25 pollici (32 mm)     | |  |
| Himalayacalamus falconeri                                             |               |                | Simpodiale                       | 30 piedi (9,1 m)       | 2,0 pollici (51 mm)      | |  |
| Himalayacalamus falconeri                                             |               |                | Simpodiale                       | 30 piedi (9,1 m)       | 2,0 pollici (51 mm)      | |  |
| Himalayacalamus hookerianus                                           |               |                | Simpodiale                       | 20 piedi (6,1 m)       | 2,0 pollici (51 mm)      | |  |
| Himalayacalamus hookerianus                                           |               |                | Simpodiale                       | 15 piedi (4,6 m)       | 1 pollice (25 mm)        | |  |
| Himalayacalamus porcatus                                              |               |                | Simpodiale                       | 20 piedi (6,1 m)       | 1,25 pollici (32 mm)     | |  |
| Hibanobambusa tranquillans                                            |               |                | Monopodiale                      | 15 piedi (4,6 m)       | 0,35 pollici (8,9 mm)    | Alcuni esperti lo considerano un ibrido intergenerico tra il Phillostachys nigra var. henonsis e il Sasa veitchii f. tyugokensis.                                                          |  |
| Hitchcockella baronii                                                 |               |                |                                  |                        |                          | |  |
| Holttumochloa                                                         |               |                |                                  |                        |                          | |  |
| Indocalamus latifolius                                                |               |                | Monopodiale                      | 6 piedi (1,8 m)        | 0,3 pollici (7,6 mm)     | |  |
| Indocalamus longiauritus                                              |               |                | Monopodiale                      | 12 piedi (3,7 m)       | 0,65 pollici (17 mm)     | |  |
| Indocalamus tessellatus                                               |               |                | Monopodiale                      | 7 piedi (2,1 m)        | 0,5 pollici (13 mm)      | |  |
| Indosasa crassifolia                                                  |               |                | Monopodiale                      | 15 piedi (4,6 m)       | 1 pollice (25 mm)        | |  |
| Kinabaluchloa                                                         |               |                |                                  |                        |                          | |  |
| Leptocanna chinensis                                                  |               |                |                                  |                        |                          | Considerato da alcuni esperti un sinonimo di Schizostachyum chinense. |  |
| Melocalamus                                                           |               |                |                                  |                        |                          | |  |
| Melocanna                                                             |               |                |                                  |                        |                          | |  |
| Melocanna baccifera                                                   |               |                |                                  |                        | 15 centimetri (5,9 in)   | |  |
| Menstruocalamus                                                       |               |                |                                  |                        |                          | |  |
| Monocladus                                                            |               |                |                                  |                        |                          | Adesso è incluso nei Bonia. |  |
| Myriocladus                                                           |               |                |                                  |                        |                          | |  |
| Nastus                                                                |               |                |                                  |                        |                          | |  |
| Neurolepis                                                            |               |                |                                  |                        |                          | Un sinonimo di Chusquea. |  |
| Ochlandra strulata                                                    |               |                | Monopodiale                      | 20 piedi (6,1 m)       | 1 pollice (25 mm)        | |  |
| Oligostachyum                                                         |               |                |                                  |                        |                          | Viene a volte incluso nei Arundinaria. |  |
| Olmeca                                                                |               |                |                                  |                        |                          | |  |
| Otatea acuminata                                                      |               |                | Simpodiale                       | 20 piedi (6,1 m)       | 0,5 pollici (13 mm)      | |  |
| Perrierbambus                                                         |               |                |                                  |                        |                          | |  |
| Phyllostachys                                                         |               |                |                                  |                        |                          | |  |
| Phyllostachys acuta                                                   |               |                | Monopodiale                      | 26 piedi (7,9 m)       | 2,5 pollici (64 mm)      | |  |
| Phyllostachys angusta                                                 |               |                | Monopodiale                      | 22 piedi (6,7 m)       | 1,25 pollici (32 mm)     | |  |
| Phyllostachys arcana                                                  |               |                | Monopodiale                      | 27 piedi (8,2 m)       | 1,25 pollici (32 mm)     | |  |
| Phyllostachys atrovaginata                                            |               |                | Monopodiale                      | 25 piedi (7,6 m)       | 2,25 pollici (57 mm)     | |  |
| Phyllostachys aurea                                                   |               |                | Monopodiale                      | 30 piedi (9,1 m)       | 2,0 pollici (51 mm)      | |  |
| Phyllostachys aurea                                                   |               |                | Monopodiale                      | 30 piedi (9,1 m)       | 2,0 pollici (51 mm)      | |  |
| Phyllostachys aurea                                                   |               |                | Monopodiale                      | 27 piedi (8,2 m)       | 1,75 pollici (44 mm)     | |  |
| Phyllostachys aurea                                                   |               |                | Monopodiale                      | 30 piedi (9,1 m)       | 2,0 pollici (51 mm)      | |  |
| Phyllostachys aureosulcata                                            |               |                | Monopodiale                      | 45 piedi (14 m)        | 3 pollici (76 mm)        | |  |
| Phyllostachys aureosulcata                                            |               |                | Monopodiale                      | 45 piedi (14 m)        | 3 pollici (76 mm)        | |  |
| Phyllostachys aureosulcata                                            |               |                | Monopodiale                      | 26 piedi (7,9 m)       | 1,5 pollici (38 mm)      | |  |
| Phyllostachys aureosulcata                                            |               |                | Monopodiale                      | 26 piedi (7,9 m)       | 1,5 pollici (38 mm)      | |  |
| Phyllostachys aureosulcata                                            |               |                | Monopodiale                      | 26 piedi (7,9 m)       | 1,25 pollici (32 mm)     | |  |
| Phyllostachys aureosulcata                                            |               |                | Monopodiale                      | 26 piedi (7,9 m)       | 1,25 pollici (32 mm)     | |  |
| Phyllostachys bambusoides                                             |               |                | Monopodiale                      | 72 piedi (22 m)        | 6 pollici (150 mm)       | |  |
| Phyllostachys bambusoides                                             |               |                | Monopodiale                      | 35 piedi (11 m)        | 2,5 pollici (64 mm)      | |  |
| Phyllostachys bambusoides                                             |               |                | Monopodiale                      | 35 piedi (11 m)        | 2,5 pollici (64 mm)      | |  |
| Phyllostachys bambusoides                                             |               |                | Monopodiale                      | 35 piedi (11 m)        | 2,0 pollici (51 mm)      | |  |
| Phyllostachys bambusoides                                             |               |                | Monopodiale                      | 35 piedi (11 m)        | 2,0 pollici (51 mm)      | |  |
| Phyllostachys bambusoides                                             |               |                | Monopodiale                      | 50 piedi (15 m)        | 5 pollici (130 mm)       | |  |
| Phyllostachys bambusoides                                             |               |                | Monopodiale                      | 48 piedi (15 m)        | 3 pollici (76 mm)        | |  |
| Phyllostachys bissetii                                                |               |                | Monopodiale                      | 23 piedi (7,0 m)       | 1 pollice (25 mm)        | |  |
| Phyllostachys decora                                                  |               |                | Monopodiale                      | 24 piedi (7,3 m)       | 1,25 pollici (32 mm)     | |  |
| Phyllostachys densiflorum                                             |               |                | Monopodiale                      | 20 piedi (6,1 m)       | 1,5 pollici (38 mm)      | |  |
| Phyllostachys dulcis                                                  |               |                | Monopodiale                      | 40 piedi (12 m)        | 3 pollici (76 mm)        | |  |
| Phyllostachys edulis                                                  |               |                | Monopodiale                      | 80 piedi (24 m)        | 6 pollici (150 mm)       | Conosciuto anche come: P. heterocycla, P. pubescens, P. heterocycla, P. mitis, Bambusa edulis, B. heterocycla.                                                                             |  |
| Phyllostachys flexuosa                                                |               |                | Monopodiale                      | 31 piedi (9,4 m)       | 2,75 pollici (70 mm)     | |  |
| Phyllostachys glauca                                                  |               |                | Monopodiale                      | 70 piedi (21 m)        | 5 pollici (130 mm)       | |  |
| Phyllostachys heteroclada                                             |               |                | Monopodiale                      | 20 piedi (6,1 m)       | 1 pollice (25 mm)        | |  |
| Phyllostachys heteroclada                                             |               |                | Monopodiale                      | 33 piedi (10 m)        | 1,5 pollici (38 mm)      | |  |
| Phyllostachys humilis                                                 |               |                | Monopodiale                      | 20 piedi (6,1 m)       | 1 pollice (25 mm)        | |  |
| Phyllostachys iridescens                                              |               |                | Monopodiale                      | 36 piedi (11 m)        | 2,75 pollici (70 mm)     | |  |
| Phyllostachys meyeri                                                  |               |                | Monopodiale                      | 33 piedi (10 m)        | 2,0 pollici (51 mm)      | |  |
| Phyllostachys nidularia                                               |               |                | Monopodiale                      | 33 piedi (10 m)        | 1,5 pollici (38 mm)      | |  |
| Phyllostachys nigra                                                   |               |                | Monopodiale                      | 30 piedi (9,1 m)       | 2,25 pollici (57 mm)     | |  |
| Phyllostachys nigra                                                   |               |                | Monopodiale                      | 50 piedi (15 m)        | 3,35 pollici (85 mm)     | |  |
| Phyllostachys nigra                                                   |               |                | Monopodiale                      | 50 piedi (15 m)        | 3 pollici (76 mm)        | |  |
| Phyllostachys nigra                                                   |               |                | Monopodiale                      | 65 piedi (20 m)        | 5 pollici (130 mm)       | |  |
| Phyllostachys nigra                                                   |               |                | Monopodiale                      | 54 piedi (16 m)        | 3 pollici (76 mm)        | |  |
| Phyllostachys nigra                                                   |               |                | Monopodiale                      | 30 piedi (9,1 m)       | 2,75 pollici (70 mm)     | |  |
| Phyllostachys nuda                                                    |               |                | Monopodiale                      | 34 piedi (10 m)        | 1,75 pollici (44 mm)     | |  |
| Phyllostachys parvifolia                                              |               |                | Monopodiale                      | 39 piedi (12 m)        | 3,9 pollici (99 mm)      | |  |
| Phyllostachys rubromarginata                                          |               |                | Monopodiale                      | 55 piedi (17 m)        | 3,5 pollici (89 mm)      | |  |
| Phyllostachys violascens                                              |               |                | Monopodiale                      | 50 piedi (15 m)        | 3 pollici (76 mm)        | |  |
| Phyllostachys virella                                                 |               |                | Monopodiale                      | 30 piedi (9,1 m)       | 2 pollici (51 mm)        | |  |
| Phyllostachys viridiglaucescens                                       |               |                | Monopodiale                      | 35 piedi (11 m)        | 2,0 pollici (51 mm)      | |  |
| Phyllostachys viridis                                                 |               |                | Monopodiale                      | 45 piedi (14 m)        | 3 pollici (76 mm)        | |  |
| Phyllostachys viridis                                                 |               |                | Monopodiale                      | 40 piedi (12 m)        | 3 pollici (76 mm)        | |  |
| Phyllostachys vivax                                                   |               |                | Monopodiale                      | 70 piedi (21 m)        | 5 pollici (130 mm)       | |  |
| Phyllostachys vivax                                                   |               |                | Monopodiale                      | 70 piedi (21 m)        | 5 pollici (130 mm)       | |  |
| Pleioblastus                                                          |               |                |                                  |                        |                          | |  |
| Pleioblastus argenteostriatus                                         |               |                | Monopodiale                      | 3 piedi (0,91 m)       | 0,25 pollici (6,4 mm)    | |  |
| Pleioblastus chino                                                    |               |                | Monopodiale                      | 12 piedi (3,7 m)       | 0,6 pollici (15 mm)      | |  |
| Pleioblastus chino                                                    |               |                | Monopodiale                      | 6 piedi (1,8 m)        | 0,3 pollici (7,6 mm)     | |  |
| Pleioblastus chino                                                    |               |                | Monopodiale                      | 6 piedi (1,8 m)        | 0,5 pollici (13 mm)      | |  |
| Pleioblastus distichus                                                |               |                | Monopodiale                      | 2 piedi (0,61 m)       | 0,10 pollici (2,5 mm)    | |  |
| Pleioblastus distichus                                                |               |                | Monopodiale                      | 2 piedi (0,61 m)       | 0,10 pollici (2,5 mm)    | |  |
| Pleioblastus distichus                                                |               |                | Monopodiale                      | 1 piede (0,30 m)       | 0,10 pollici (2,5 mm)    | |  |
| Pleioblastus fortunei                                                 |               |                | Monopodiale                      | 4 piedi (1,2 m)        | 0,15 pollici (3,8 mm)    | |  |
| Pleioblastus gramineus                                                |               |                | Monopodiale                      | 12 piedi (3,7 m)       | 0,5 pollici (13 mm)      | |  |
| Pleioblastus humilis                                                  |               |                | Monopodiale                      | 4 piedi (1,2 m)        | 0,10 pollici (2,5 mm)    | |  |
| Pleioblastus hindsii                                                  |               |                | Monopodiale                      | 18 piedi (5,5 m)       | 1,5 pollici (38 mm)      | |  |
| Pleioblastus humilis                                                  |               |                | Monopodiale                      | 4 piedi (1,2 m)        | 0,10 pollici (2,5 mm)    | |  |
| Pleioblastus linearis                                                 |               |                | Monopodiale                      | 15 piedi (4,6 m)       | 0,75 pollici (19 mm)     | |  |
| Pleioblastus simonii                                                  |               |                | Monopodiale                      | 20 piedi (6,1 m)       | 1 pollice (25 mm)        | |  |
| Pleioblastus virens                                                   |               |                | Monopodiale                      | 10 piedi (3,0 m)       | 0,75 pollici (19 mm)     | |  |
| Pleioblastus viridistriatus                                           |               |                | Monopodiale                      | 4 piedi (1,2 m)        | 0,25 pollici (6,4 mm)    | |  |
| Pleioblastus viridistriatus                                           |               |                | Monopodiale                      | 4 piedi (1,2 m)        | 0,25 pollici (6,4 mm)    | |  |
| Pseudosasa                                                            |               |                |                                  |                        |                          | |  |
| Pseudosasa amabilis                                                   |               |                | Monopodiale                      | 50 piedi (15 m)        | 2,5 pollici (64 mm)      | Spesso usato per le canne da pesca. |  |
| Pseudosasa japonica                                                   |               | Sconosciuto    | Monopodiale                      | 18 piedi (5,5 m)       | 0,75 pollici (19 mm)     | Molto denso. |  |
| Pseudosasa japonica                                                   |               |                | Monopodiale                      | 18 piedi (5,5 m)       | 0,75 pollici (19 mm)     | |  |
| Pseudosasa japonica var. tsutsumiana                                  |               |                | Monopodiale                      | 10 piedi (3,0 m)       | 0,75 pollici (19 mm)     | |  |
| Pseudosasa usawai                                                     |               |                | Monopodiale                      | 15 piedi (4,6 m)       | 0,75 pollici (19 mm)     | |  |
| Pseudostachyum polymorphum                                            |               |                |                                  |                        |                          | |  |
| Puelia                                                                |               |                |                                  |                        |                          | |  |
| Qiongzhuea                                                            |               |                |                                  |                        |                          | Un sinonimo di Chimonobambusa. |  |
| Racemobambos                                                          |               |                |                                  |                        |                          | |  |
| Rhipidocladum                                                         |               |                |                                  |                        |                          | |  |
| Rhipidocladum harmonicum                                              |               |                |                                  | 20 metri (66 ft)       | 60 millimetri (2,4 in)   | |  |
| Sasa                                                                  |               |                |                                  |                        |                          | |  |
| Sasa borealis                                                         |               |                | Monopodiale                      | 5 piedi (1,5 m)        | 0,15 pollici (3,8 mm)    | |  |
| Sasa kurilensis                                                       |               |                | Monopodiale                      | 6 piedi (1,8 m)        | 0,5 pollici (13 mm)      | |  |
| Sasa nagimontana                                                      |               |                | Monopodiale                      | 6 piedi (1,8 m)        | 0,2 pollici (5,1 mm)     | |  |
| Sasa oshidensis                                                       |               |                | Monopodiale                      | 6 piedi (1,8 m)        | 0,25 pollici (6,4 mm)    | |  |
| Sasa palmata                                                          |               |                | Monopodiale                      | 15 piedi (4,6 m)       | 0,5 pollici (13 mm)      | |  |
| Sasa tsuboiana                                                        |               |                | Monopodiale                      | 6 piedi (1,8 m)        | 0,25 pollici (6,4 mm)    | |  |
| Sasa veitchii                                                         |               |                | Monopodiale                      | 3 piedi (0,91 m)       | 0,25 pollici (6,4 mm)    | |  |
| Sasa veitchii                                                         |               |                | Monopodiale                      | 2 piedi (0,61 m)       | 0,1 pollici (2,5 mm)     | |  |
| Sasaella albostriata                                                  |               |                | Monopodiale                      | 6 piedi (1,8 m)        | 0,375 pollici (9,5 mm)   | |  |
| Sasaella glabra                                                       |               |                | Monopodiale                      | 3 piedi (0,91 m)       | 0,20 pollici (5,1 mm)    | |  |
| Sasaella masamuneana                                                  |               |                | Monopodiale                      | 6 piedi (1,8 m)        | 0,25 pollici (6,4 mm)    | |  |
| Sasaella masamuneana                                                  |               |                | Monopodiale                      | 6 piedi (1,8 m)        | 0,25 pollici (6,4 mm)    | |  |
| Sasaella ramosa                                                       |               |                | Monopodiale                      | 6 piedi (1,8 m)        | 0,25 pollici (6,4 mm)    | |  |
| Schizostachyum                                                        |               |                |                                  |                        |                          | |  |
| Schizostachyum brachycladum                                           |               |                |                                  | 15 metri (49 ft)       | 8 centimetri (3,1 in)    | Tradizionalmente viene utilizzato per fare il Saluang, un flauto indonesiano. |  |
| Schizostachyum chinense                                               |               |                |                                  |                        |                          | |  |
| Schizostachyum glaucifolium                                           |               |                |                                  |                        |                          | |  |
| Schizostachyum lima                                                   |               |                |                                  |                        |                          | |  |
| Semiarundinaria                                                       |               |                |                                  |                        |                          | Le foglie dei culmi pendono attaccate alla loro base per diverso tempo. |  |
| Semiarundinaria densiflora                                            |               |                | Monopodiale                      | 20 piedi (6,1 m)       | 1 pollice (25 mm)        | I culmi giovani hanno molti peli. Le foglie sono circa 180 mm di lunghezza e 25 mm di larghezza.                                                                                           |  |
| Semiarundinaria densiflora var. villosum                              |               |                | Monopodiale                      | 20 piedi (6,1 m)       | 1 pollice (25 mm)        | Le foglie sono circa 180 mm di lunghezza e 25 mm di larghezza. |  |
| Semiarundinaria fastuosa                                              |               |                | Monopodiale                      | 30 piedi (9,1 m)       | 1,5 pollici (38 mm)      | |  |
| Semiarundinaria fortis                                                |               |                | Monopodiale                      | 12 piedi (3,7 m)       | 1,5 pollici (38 mm)      | |  |
| Semiarundinaria makinoi                                               |               |                | Monopodiale                      | 15 piedi (4,6 m)       | 0,33 pollici (8,4 mm)    | |  |
| Semiarundinaria sp.                                                   |               |                | Monopodiale                      | 15 piedi (4,6 m)       | 0,75 pollici (19 mm)     | |  |
| Semiarundinaria okuboi                                                |               |                | Monopodiale                      | 25 piedi (7,6 m)       | 1,5 pollici (38 mm)      | |  |
| Semiarundinaria yamadori                                              |               |                | Monopodiale                      | 15 piedi (4,6 m)       | 0,75 pollici (19 mm)     | |  |
| Semiarundinaria yashadake                                             |               |                | Monopodiale                      | 15 piedi (4,6 m)       | 1 pollice (25 mm)        | |  |
| Semiarundinaria yashadake                                             |               |                | Monopodiale                      | 25 piedi (7,6 m)       | 1,5 pollici (38 mm)      | |  |
| Semiarundinaria yashadake                                             |               |                | Monopodiale                      | 15 piedi (4,6 m)       | 0,9 pollici (23 mm)      | |  |
| Semiarundinaria yoshi                                                 |               |                | Monopodiale                      | 15 piedi (4,6 m)       | 0,75 pollici (19 mm)     | |  |
| Shibataea                                                             |               |                |                                  |                        |                          | |  |
| Shibataea kumasaca                                                    |               |                | Monopodiale                      | 7 piedi (2,1 m)        | 0,25 pollici (6,4 mm)    | Alcuni esperti preferiscono il nome Shibataea kumasasa. |  |
| Shibataea lancifolia                                                  |               |                | Monopodiale                      | 7 piedi (2,1 m)        | 0,25 pollici (6,4 mm)    | |  |
| Sinobambusa                                                           |               |                |                                  |                        |                          | |  |
| Sinobambusa tootsik                                                   |               |                | Monopodiale                      | 20 piedi (6,1 m)       | 1,5 pollici (38 mm)      | |  |
| Sphaerobambos                                                         |               |                |                                  |                        |                          | |  |
| Teinostachyum                                                         |               |                |                                  |                        |                          | Un sinonimo di Schizostachyum. |  |
| Temburongia                                                           |               |                |                                  |                        |                          | |  |
| Thamnocalamus                                                         |               |                |                                  |                        |                          | |  |
| Thamnocalamus aristatus                                               |               |                | Simpodiale                       | 20 piedi (6,1 m)       | 0,5 pollici (13 mm)      | |  |
| Thamnocalamus tessellatus                                             |               |                | Simpodiale                       | 16 piedi (4,9 m)       | 1 pollice (25 mm)        | |  |
| Thyrsostachys                                                         |               |                |                                  |                        |                          | |  |
| Thyrsostachys siamensis                                               |               |                | Monopodiale                      | 13 metri (43 ft)       | 8 centimetri (3,1 in)    | |  |
| Valiha                                                                |               |                |                                  |                        |                          | |  |
| Valiha diffusa                                                        |               |                |                                  | 32 piedi (9,8 m)       | 4 pollici (100 mm)       | |  |
| Valiha perrieri                                                       |               |                |                                  |                        |                          | |  |
| Yushania                                                              |               |                |                                  |                        |                          | |  |
| Yushania alpina                                                       |               |                |                                  | 64 piedi (20 m)        | 5 pollici (130 mm)       | Ha molti sinonimi. |  |
| Yushania anceps                                                       |               |                |                                  | 12 piedi (3,7 m)       | 0,75 pollici (19 mm)     | |  |
| Yushania anceps                                                       |               |                |                                  | 12 piedi (3,7 m)       | 0,75 pollici (19 mm)     | |  |
| Yushania chungii                                                      |               |                |                                  | 12 piedi (3,7 m)       | 0,3 pollici (7,6 mm)     | |  |
| Yushania maling                                                       |               |                |                                  | 15 piedi (4,6 m)       | 0,75 pollici (19 mm)     | |  |
| Yushania megalothyrsa                                                 |               |                |                                  |                        |                          | Un sinonimo di Gaoligongshania megalothyrsa. |  |